# Eje transversal PE-34
El Eje transversal PE-34 es uno de los veinte eje que forma parte de la red transversal de Red Vial Nacional del Perú. Está conformado por las rutas transversales PE-34, PE-34 A, PE-34 B (ramal), PE-34 C (variante), PE-34 E (ramal), PE-34 F (ramal), PE-34 G (ramal), PE-34 H, PE-34 I (ramal), PE-34 J (ramal), PE-34 K y PE-34 L. Une los departamentos de Arequipa, Moquegua, Cusco y Puno.

## Rutas
- PE-34: Desvío Puerto Matarani-Puerto Matarani
- PE-34 A: La Reparticón-Juliaca
- PE-34 B (ramal): Desvío Azángaro-Puente Inambari
- PE-34 C (variante): Desvío Chiguata-Santa Lucía. Entre los años 2013 y 2016 se registró en la ruta PE-34 C 671 siniestro viales.[3]
- PE-34 E (ramal): Desvío Vizcachane-Yauri
- PE-34 F (ramal): Río Salado-Combapata
- PE-34 G (ramal): El Descanco-Sicuani
- PE-34 H: Juliaca-Paujil Playa (frontera con Bolivia)
- PE-34 I (ramal): Desvío Huancané-Ninantaya (frontera con Bolivia)
- PE-34 J (ramal): Imata-Héctor Tejada
- PE-34 K: Rosario-Quiscupuncu
- PE-34 L: Chaquiminas-Coasia